# Benito Juárez, Papantla
Benito Juárez är en ort i Mexiko.   Den ligger i kommunen Papantla och delstaten Veracruz, i den sydöstra delen av landet, 220 km öster om huvudstaden Mexico City. Benito Juárez ligger 187 meter över havet och antalet invånare är 403.
Terrängen runt Benito Juárez är platt åt sydost, men åt nordväst är den kuperad. Benito Juárez ligger uppe på en höjd. Runt Benito Juárez är det ganska tätbefolkat, med 230 invånare per kvadratkilometer. Närmaste större samhälle är Agua Dulce, 14,1 km nordväst om Benito Juárez. Omgivningarna runt Benito Juárez är en mosaik av jordbruksmark och naturlig växtlighet.